# راتون
راتون (بالإنجليزية: Raton)‏ هي مدينة تقع في الولايات المتحدة في مقاطعة كولفاكس، نيومكسيكو.  يقدر عدد سكانها بـ 6,885 نسمة ومساحتها 19.0 كم2  وترتفع عن سطح البحر 2,036 متر.

## التركيبة السكانية
حدّد مكتب تعداد الولايات المتحدة بيانات التركيبة السكانية لراتون في تعداد الولايات المتحدة. في ما يلي، التركيبة السكانية حسب تعدادي 2000 و2010.

### تعداد عام 2000
بلغ عدد سكان راتون 7,282 نسمة بحسب تعداد عام 2000، وبلغ عدد الأسر 3,035 أسرة وعدد العائلات 1,983 عائلة مقيمة في المدينة. في حين سجلت الكثافة السكانية 353.2 نسمة لكل كيلومتر مربع (914.8/ميل2). وبلغ عدد الوحدات السكنية 3,472 وحدة بمتوسط كثافة قدره 168.4 لكل كيلومتر مربع (436.2/ميل2).
وتوزع التركيب العرقي للمدينة بنسبة 78.04% من البيض و0.23% من الأمريكيين الأفارقة و1.59% من الأمريكيين الأصليين و0.40% من الأمريكيين ذوي الأصول الآسيوية و0.01% من سكان جزر المحيط الهادئ و16.19% من الأعراق الأخرى و3.53% من عرقين مختلطين أو أكثر و56.96% من الهسبانيون أو اللاتينيون من أي عرق.
بلغ عدد الأسر 3,035 أسرة كانت نسبة 34.3% منها لديها أطفال تحت سن الثامنة عشر تعيش معهم، وبلغت نسبة الأزواج القاطنين مع بعضهم البعض 47% من أصل المجموع الكلي للأسر، ونسبة 12.9% من الأسر كان لديها معيلات من الإناث دون وجود شريك،  بينما كانت نسبة 5.4% من الأسر لديها معيلون من الذكور دون وجود شريكة وكانت نسبة 34.7% من غير العائلات. تألفت نسبة 30.6% من أصل جميع الأسر من عدة أفراد يعيشون في نفس المنزل ونسبة 14.1% كانت تتألف من شخص يعيش بمفرده يبلغ من العمر 65 عاماً أو أكثر. وبلغ متوسط حجم الأسرة المعيشية 2.35، أما متوسط حجم العائلات فبلغ 2.92.
بلغ العمر الوسطي للسكان 39.7 عاماً. وكانت نسبة 25.1% من القاطنين تحت سن الثامنة عشر، وكانت نسبة 7.7% بين الثامنة عشر والرابعة والعشرين عاماً، ونسبة 24.6% كانت واقعةً في الفئة العمرية ما بين الخامسة والعشرين والرابعة والأربعين عاماً، ونسبة 23.8% كانت ما بين الخامسة والأربعين والرابعة والستين، ونسبة 16.9% كانت ضمن فئة الخامسة والستين عاماً فما فوق. يوجد لكل 100 أنثى 94.5 ذكر، ويوجد لكل 100 أنثى في الثامنة عشر من عمرها فما فوق 92.1 ذكر.
بلغ متوسط دخل الأسرة في المدينة 27,028 دولارًا، أما متوسط دخل العائلة فبلغ 31,762 دولارًا. وكان متوسط دخل الذكور 24,946 دولارًا مقابل 18,433 دولارًا للإناث. وسجل دخل الفرد الخاص بالمدينة 14,223 دولارًا. وكانت نسبة 14.8% من العائلات ونسبة 17.4% من السكان تحت خط الفقر، وكان من هؤلاء نسبة 25.2% تحت سن الثامنة عشر ونسبة 10.4% في الخامسة والستين من العمر وما فوق.

### تعداد عام 2010
بلغ عدد سكان راتون 6,885 نسمة بحسب تعداد عام 2010، وبلغ عدد الأسر 2,963 أسرة وعدد العائلات 1,801 عائلة مقيمة في المدينة. في حين سجلت الكثافة السكانية 333.9 نسمة لكل كيلومتر مربع (864.8/ميل2). وبلغ عدد الوحدات السكنية 3,516 وحدة بمتوسط كثافة قدره 170.5 لكل كيلومتر مربع (441.6/ميل2).
وتوزع التركيب العرقي للمدينة بنسبة 83.05% من البيض و0.44% من الأمريكيين الأفارقة و1.39% من الأمريكيين الأصليين و0.31% من الأمريكيين ذوي الأصول الآسيوية و0.01% من سكان جزر المحيط الهادئ و10.69% من الأعراق الأخرى و4.11% من عرقين مختلطين أو أكثر و57.89% من الهسبانيون أو اللاتينيون من أي عرق.
بلغ عدد الأسر 2,963 أسرة كانت نسبة 28.8% منها لديها أطفال تحت سن الثامنة عشر تعيش معهم، وبلغت نسبة الأزواج القاطنين مع بعضهم البعض 40.2% من أصل المجموع الكلي للأسر، ونسبة 14.2% من الأسر كان لديها معيلات من الإناث دون وجود شريك،  بينما كانت نسبة 6.4% من الأسر لديها معيلون من الذكور دون وجود شريكة وكانت نسبة 39.2% من غير العائلات. تألفت نسبة 34.4% من أصل جميع الأسر من عدة أفراد يعيشون في نفس المنزل ونسبة 13.8% كانت تتألف من شخص يعيش بمفرده يبلغ من العمر 65 عاماً أو أكثر. وبلغ متوسط حجم الأسرة المعيشية 2.28، أما متوسط حجم العائلات فبلغ 2.89.
بلغ العمر الوسطي للسكان 42.3 عاماً. وكانت نسبة 23.3% من القاطنين تحت سن الثامنة عشر، وكانت نسبة 7.8% بين الثامنة عشر والرابعة والعشرين عاماً، ونسبة 21.8% كانت واقعةً في الفئة العمرية ما بين الخامسة والعشرين والرابعة والأربعين عاماً، ونسبة 28.1% كانت ما بين الخامسة والأربعين والرابعة والستين، ونسبة 19.1% كانت ضمن فئة الخامسة والستين عاماً فما فوق. وتوزع التركيب الجنسي للسكان بنسبة 49.4% ذكور و50.6% إناث.

## أعلام
- بول مودريتش
- بيني إل. وولي جونيور
- هيلين توماس بينيت
- توم دبليو. بلاكبيرن
- روبرت دبليو. ارين